# Антипенко Григорій Олександрович
Антипенко Григорій Олександрович (рос. Антипенко Григорий Александрович; нар. 10 жовтня 1974, Москва) — російський актор, відомий за серіалом «Не родись вродливою». 2006 року в Україні нагороджений номінацією «Найкращий телеактор року» народної премії «Телезірка».

## Біографія
Народився 10 жовтня 1974 року.
Корінний москвич першу свою професійну освіту здобув у фармацевтичному училищі. Та своє майбутнє Григорій не захотів пов'язувати з роботою фармацевта й 1999 року вступив до театрального училища імені Щукіна. Під час навчання працював монтувальником сцени у театрі «Сатирикон».
По закінченні навчання у 2003-му Антипенко, завдяки знайомству з Костянтином Райкіним, здав три екзамени й отримав можливість поїхати на гастролі з «Сатириконом» до Болгарії. Там Антипенко займався монтажем декорацій. Повернувшись до Росії, актор працював у театрі Маяковського, трупі «Et cetera».
У 2005-му зіграв у кіно — став виконавцем однієї з головних ролей у телевізійному серіалі «Не родись вродлива». Паралельно з тим він продовжував працювати у театрі, але згодом звільнився з «Et cetera» й продовжив працювати в кіно. А разом з партнеркою по серіалу Ольгою Ломоносовою зіграв у виставі «Пігмаліон» театрального центру «Русич».
Актора внесено до бази Миротворця як порушника державного кордону України, оскільки він виступав у театральних виставах на території окупованого Криму без дозволу української влади, заїхавши на півострів у незаконний спосіб.
Цього року 2024 буде вже виповниться 50-й ювілей.

## Вибрана фільмографія

### Кіно
| Рік  | Фільм                        | Оригінальна назва              | Роль             |
| ---- | ---------------------------- | ------------------------------ | ---------------- |
| 2008 | Альпініст                    | рос. Альпинист                 | Віталій Долінцев |
| 2008 | Ворог номер один             | рос. Враг номер один           |                  |
| 2012 | Віддам дружину в хороші руки | рос. Отдам жену в хорошие руки | Євген            |

### Телебачення
| Рік початку участі | Рік закінчення участі | Серіал                | Оригінальна назва       | Роль          | Кількість серій |
| ------------------ | --------------------- | --------------------- | ----------------------- | ------------- | --------------- |
| 2005               | 2006                  | Не народися вродливою | рос. Не родись красивой | Андрій Жданов | 200             |